# Graf Zeppelin (1938)
Авіаносець «Граф Цеппелін» — єдиний авіаносець, спущений на воду Німеччиною під час Другої світової війни. Це була спроба Кріґсмаріне реалізувати створення збалансованого океанського флоту та продемонструвати німецьку військово-морську могутність далеко за межами Балтійського та Північного морів. Будівництво розпочато 16 листопада 1935 року, кіль закладено 28 грудня 1936 року на верфі Deutsche Werke у Кілі. Авіаносець названий на честь графа Фердинанда фон Цеппеліна. Корабель спущено на воду 8 грудня 1938 року, але він не був завершений і ніколи не брав участі в боях.
Будівництво «Графа Цеппеліна» розпочато 28 грудня 1936 року, коли було закладено кіль на верфі Deutsche Werke у Кілі. Корабель отримав назву на честь графа Фердинанда фон Цеппеліна. Авіаносець спущено на воду 8 грудня 1938 року. Станом на 1 вересня 1939 року готовність судна становила 85%. «Граф Цеппелін» не був добудований і ніколи не брав участі у бойових діях, оскільки пріоритети будівництва змінилися через війну. Протягом війни корабель перебував на Балтиці; через неминучу поразку Німеччини у війні в березні 1945 року екіпаж затопив його у Щецині. Радянський Союз підняв його у березні 1946 року, а через 17 місяців потопив під час випробувань зброї північніше Польщі. Залишки корабля були знайдені рятувальним кораблем Польщі в липні 2006 року.

## Проєктування і будівництво

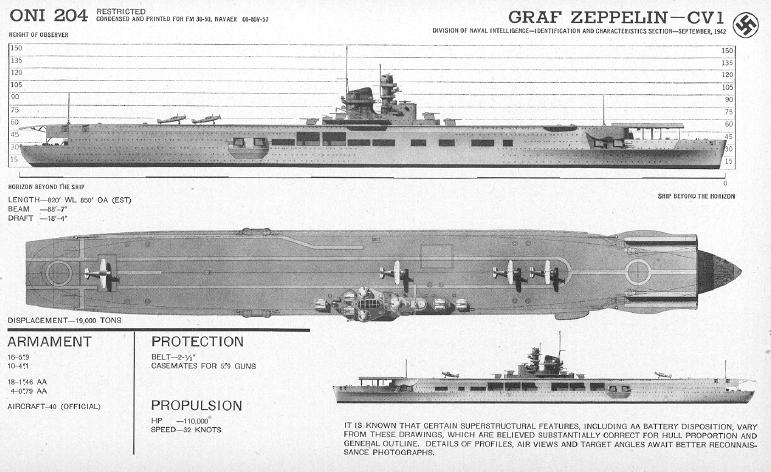
Схема авіаносця Граф Цеппелін

Вільгельм Гаделер був помічником професора військово-морського будівництва в Технічному університеті Берліна протягом 9 років, коли його призначили проєктувати ескізні креслення для авіаносця в квітні 1934 року. Англо-німецька морська угода підписана 18 червня 1935 дозволила Німеччині будувати авіаносці водотоннажністю до 38500 тонн. У 1935 році Адольф Гітлер заявив, що Німеччина буде будувати авіаносці для зміцнення Кріґсмаріне. Офіцери Люфтваффе, військово-морські офіцери і конструктори побували у Японії восени 1935 року для отримання креслень устаткування злітної палуби і старанно оглянули японський авіаносець Акаґі. Перший авіаносець був закладений в наступному році. Через два роки грос-адмірал Еріх Редер представив амбітну програму суднобудування, яка отримала назву план Z, за якою до 1945 року повинно було побудовано 4 авіаносці. У 1939 році він переглянув план, скоротивши кількість авіаносців до двох.
Кріґсмаріне завжди дотримувалася політики не присвоювати імені кораблю, поки він не буде спущений на воду. Перший німецький авіаносець був закладений під назвою під назвою нім. Flugzeugträger («Авіаносець»). Пізніше він отримав назву «Граф Цеппелін», після спуску на воду в 1938 році. Другий авіаносець так і не був спущений на воду, тому мав лише назву «Flugzeugträger B», але можливо, після спуску на воду він отримав би назву Пітер Штрассер.

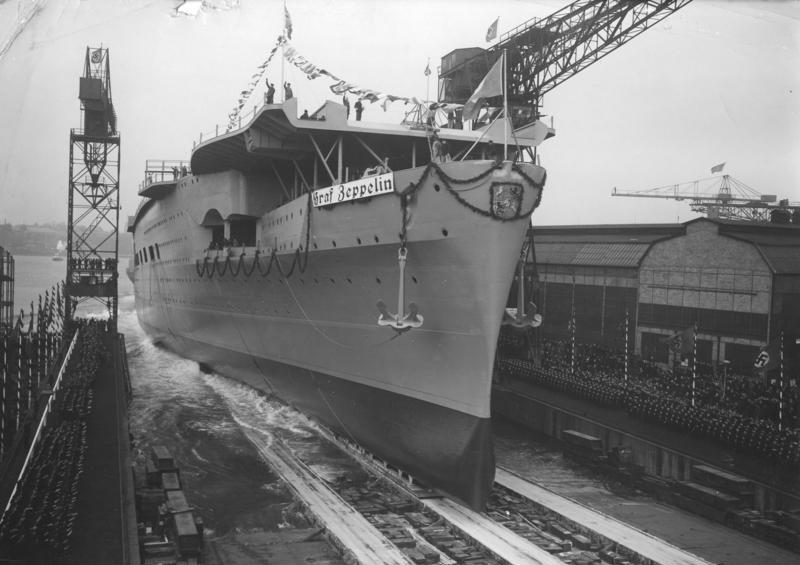
Спуск на воду «Графа Цеппеліна», 8 грудня 1938

Якщо продивитися протоколи нарад Гітлера щодо німецького флоту, які були захоплені після падіння Третього рейху, можна побачити згасання інтересу Гітлера до авіаносців. Рейхсмаршал Герман Герінг, командувач Люфтваффе, дуже обурювався через будь-які нападки на його авторитет як глави військово-повітряних сил у країні, а тому при кожній можливості нападав на Редера. Крім того. проти Редера був налаштований і підводник адмірал Карл Деніц.
Не маючи досвіду будівництва таких кораблів, Кріґсмаріне займалась впровадженням передових технологій, таких як аерокатапульти на «Графі Цеппеліни». Німецькі конструктори змогли вивчити японські проєкти, але мали обмеження при створенні авіаносця для Північного моря, на відміну від океанського авіаносця. Серед артилерійського озброєння планувалося використати гармати для крейсерів, наприклад, для охорони торгових караванів та для захисту від британських крейсерів. Такого не передбачалося в американських і японських проєктах, які були більш орієнтовані на оборону тактичних груп і мали крейсерську підтримку для надводного захисту.

## Конструкція

### Корпус
Граф Цеппелін мав загальну довжину 262,5 м; ширина по міделю 36,2 m та максимальну осадку 8,5 m. При повному бойовому навантаженні водотоннажність складала 33 550 англійських тонн (34 088,4 т). Рушій корабля складався з чотирьох зубчастих турбін Brown, Boveri & Cie з шістнадцятьма нафтовими котлами LaMont з надвисоким тиском. Енергетична установка мала потужність 200 000 кінських сил вала (149 140,0 кВт), що давало швидкість у 33,8 вузла (62,6 км/год; 38,9 миля/год). Проектний радіус дії Графа Цеппеліна складав 8 000 морських миль (14 816,0 км; 9 206,2 миля) при швидкості 19 вуз (35,2 км/год; 21,9 миля/год). Екіпаж складався з 1760 офіцерів та матросів, плюс льотні екіпажі.

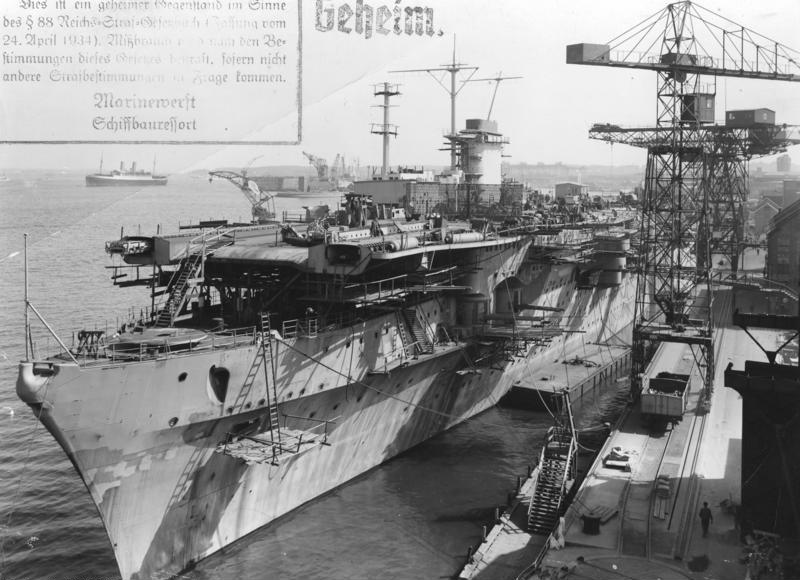
Graf Zeppelin в Кілі, червень 1940, показується знову відбудований ніс. Зверніть увагу, що фото відзначений Секретний (Geheim).

Горизонтальний броньований захист проти авіаційних бомб і обстрілу починався від кабіни екіпажу, яка діяла як головна силова палуба. Броня, як правило, була 20 мм завтовшки, за винятком області навколо шахт ліфтів, де вона послідовно збільшувалася до 40 мм, щоб надати шахтам ліфтів конструкційної міцності і критичних показників поглинання вібрацій. Під нижнім ангаром були головні броньовані палуби (або між палубою), де товщина броні становила від 60 мм (2,4 дюйма) в порівнянні з носовою частиною і 40 мм в порівнянні з машинним приміщенням. По периферії, створено 45-градусний нахил, де броня спускалася нижче броньованої ділянки по ватерлінії.
Graf Zeppelin в оригінальному співвідношенні довжини до ширини мав показник 9.26:1, в результаті чого мав тонкий силует. Проте, в травні 1942 року через накопичення ваги у верхній частині були здійснені останні зміни в дизайні, оскільки цього вимагали глибокі опуклості по обидві сторони від корпусу, зменшуючи співвідношення до 8,33:1 і надаючи йому ширшого вигляду, ніж у будь-якого іншого носія, спроектованого до 1942 року. Виступи служили головним чином для вдосконалення Graf Zeppelin в стабільності, але вони також надавали йому додатковий ступінь захисту проти торпед і збільшували його дальність, оскільки окремі відділення були призначені для зберігання близько 1500 тонн палива.
Graf Zeppelin набув нового вигляду на початку 1940 року з додаванням гострокутного «Атлантичного носа», спрямованого на поліпшення загальних мореплавних характеристик. Це додало йому 5,2 м (17 футів) до його загальної довжини.

### Машинний відсік
Graf Zeppelin мав електростанцію, що складається з 16-ти котлів високого тиску, аналогічних тим, які використовуються на важкому крейсері «Адмірал Гіппер». Його чотири комплекти турбін, пов'язані з 4 шахтами, повинні були виробляти 200 000 к.с. (150 000 кВт) і розганяти авіаносець до максимальної швидкості 35 вузлів (40 миль/год, 65 км/год). Маючи максимальну продуктивність бункерування 5000 тонн мазуту (враховуючи модернізацію в 1942 році), Graf Zeppelin мав радіус дії 9600 миль (15 400 км) на швидкості 19 вузлів (35 км/год, 22 миль/год), хоча в воєнний час, досвід роботи на суднах з аналогічними електростанціями показав, що такі оцінки були дуже неточними. Фактичні робочі діапазони, як правило, були значно ніжчі.
Два керма з циклоїдними крильчастими рушіями системи Войт-Шнейдера були встановлені в передній носовій частині судна вздовж центральної лінії. Вони були призначені для надання допомоги при стоянці судна в порту, а також під час переходів вузькими водними шляхами, такими як Кільський канал, де через високий надводний борт перехід мав труднощі при маневруванні на швидкостях до 8 вузлів (15 км/год, 9,2 миль/год). Поривчасті вітри могли відкинути корабель в різні боки каналу. У разі надзвичайної ситуації їх можна було використовувати для напрямку корабля на швидкості до 12 вузлів (22 км/год, 14 миль/год) і, якщо основні двигуни корабля були в неробочий стані, вони могли рухати судно зі швидкістю 4 вузли (7,4 км/год; 4,6 милі/год), у спокійному морі. Якщо не використовувалися, вони повинні були бути втягнуті в їх вертикальні стволи та захищені водонепроникними кришками.

## Злітна палуба і ангари

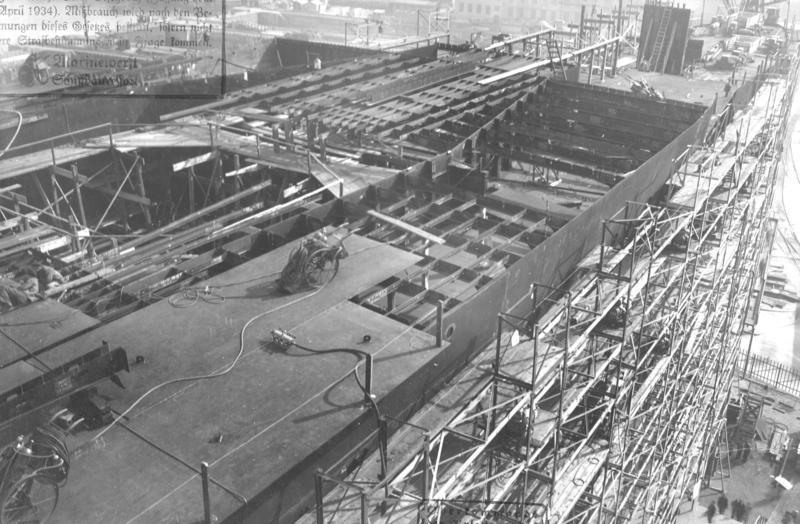
Будівельні роботи в Кілі, 1938

Graf Zeppelin мав сталеві каюти екіпажу, обкладені дерев'яним настилом. Його довжина становила 242 метри (794 фути), а ширина — 30 метрів (98 футів) у найширшій частині. Він мав невелике заокруглення внизу біля корми. З боків нависали службові приміщення, але не на кормі, які підтримувалися сталевими балками. Підйомник, ліфт відкритим майданчиком і передній край його злітної палуби були нерівними (в основному через тупі кінці його катапультних доріжок). Довгі низькі структури острова спричиняли створення вихору на злітній палубі під час випробувань, коли корабель заходив у порт. Це враховувалося при визначенні прийнятного рівня небезпеки для проведення повітряних операцій.
Graf Zeppelin в верхніх і нижніх ангарах мав довгі, вузькі коридори. Магазини і частина екіпажу розташовувалися в підвісному ангарі; дизайн та функції були аналогічними британським авіаносцям. Верхній ангар був довжиною 185 м (607 футів) і шириною 16 м (52 фути), нижній ангар — довжиною 172 м (564 фути) і з шириною 16 м (52 фути). Висота верхнього ангара становила 6 м (20 футів), а нижнього на — 0,3 м менше. Загальна корисна площа ангарів становила 5450 м² (58700 кв. футів), з місцем для 41 літака: 18 торпедоносців Fieseler Fi 167 у нижньому ангарі, 13 пікіруючих бомбардувальників Junkers Ju 87C і 10 винищувачів Messerschmitt Bf 109T у верхньому ангарі.
Graf Zeppelin мав три електропривідні ліфти, розташовувані вздовж злітної палуби по центру на лінії: один у носовій частині, на рівні передньої частини острова, один у середній частині судна, і один на кормі. Вони були восьмикутної форми і мали розміри 13 м (43 фути) х 14 м (46 футів), призначалися для підйому літаків вагою до 5,5 тонн між палубами.
Два повітряних компресори Deutsche Werke для запуску катапульти були встановлені в передній частині злітної смуги для додаткового прискорення за допомогою ракет. Вони були довжиною 23 м (75 футів) і призначені для прискорення винищувачів вагою 2500 кг (5500 фунтів) до швидкості приблизно 140 км/год (87 миль/год) і бомбардувальників вагою 5000 кг (11000 фунтів) до 130 км/год (81 миль/год).
Подвійний набір рейок повертав катапульти назад до передньої і середньої частини корабля, до ліфтів. В ангарі літак підіймався краном на складний візок для запуску. Об'єднані літак і візок підіймали для злету на рівень палуби на ліфті. Коли кожен літак стартував, його стартовий візок ловили в металевий «кошик» наприкінці траси катапульти, який спускали на бак на «B» палубу і повертали у верхній ангар для повторного використання за допомогою другого набору рейок.
Катапульти теоретично можуть запускати дев'ять літаків кожна з інтервалом в 30 секунд до вичерпання їх резервуарів повітря. Потім потрібно 50 хвилин для поповнення резервуарів. Коли пристрій не використовується, траси катапульти можуть бути покриті антикорозійними листами металу, щоб захистити їх від суворих погодних умов.
Було заплановано з самого початку, що всі літаки на Graf Zeppelin, як правило, запускатимуться за допомогою катапульти. розгінний зліт буде здійснюватися тільки в надзвичайній ситуації, або якщо катапульти вийшли з ладу через бойові ушкодження або механічну несправність. Чи була б ця практика суворо дотримувана або змінена в подальших версіях, виходячи з фактичних досліджень повітря і бойовий досвід, залишається відкритим питанням, особливо з урахуванням обмежених можливостей повітряних резервуарів і довгостроковій підзарядки раз необхідних між пусками. Одна з переваг цієї системи полягає в тому, що вона дозволила б Graf Zeppelin одночасно запускати і приймати літаки.
Для полегшення запуску з катапульти, на німецькому авіаносці використовували спеціальну холодну паливну суміш нафти і бензину 87 додали в окремих невеликих паливного бака в кожній площині. Таким чином, літаки могли бути випущені з ангарів і відразу ж катапультувалися без необхідності підігріву до старту. Як тільки в повітрі, пілот просто чекав, поки двигун літака досягне нормальної робочої температури перед переходом на основний паливний бак літака.
Чотири дроти арештантів були розташовані на кормовій частині польотної палуби, ще два додаткові дроти були розташовані вище й позаду середнього ліфта. Оригінальні малюнки показують чотири додаткові дроти на кормі від носового ліфта, можливо, призначені для прийому повітряних суден над носом, але вони могли бути видалені з остаточної конфігурації корабля. Для полегшення нічних посадок, дроти арештантів освітлювалися неоновими вогнями. Два вітрозахисних бар'єри були встановлені перед середніми та передніми ліфтами.
На правому борту острова Graf Zeppelin розташовані командний і навігаційний містки та штурманська рубка. Він також служив як платформа для трьох прожекторів, чотирьох стабілізованих керованих директорів управління вогнем і великої вертикальної труби. Щоб компенсувати вагу острова, польотна палуба і ангари були зміщені на 0,5 м (1 фут 8 дюймів) в порт від поздовжньої осі корабля. Конструктивні доповнення, запропоновані у 1942 році, включали високу башту для керування винищувачами, антену для радіолокаційного пошуку в повітрі і вигнуті кришки для її воронки, остання мала намір відводити дим і вихлопні гази від броньованої кабіни директора винищувачів.

### Склад авіакрила
Авіаносець повинен був отримати модифіковані літаки Messerschmitt Bf 109 і Junkers Ju 87. Також спеціально для авіаносця був створений літак Fieseler Fi 167 — цей літак мав настільки низьку швидкість заходу на посадку, що при міцному зустрічному вітрі здавалося, що літак зависає в повітрі. Всього було створено 12 Fi 167, кілька Ju 87C і близько 60 Bf 109T (побудованих на базі Bf 109E-3).

## Повторне використання, знищення
Влітку 1945 року корабель було піднято силами Аварійно-рятувальної служби Балтійського флоту СРСР. Оскільки корабель перебував у притопленому стані (рівень води в трюмі був нижче забортного), підйом здійснювався шляхом відновлення герметичності корпусу і відкачуванням води помпами. 19 серпня 1945 року німецький авіаносець зарахували до складу ВМФ СРСР як бойовий трофей, під назвою «Цепелін».
Після цього корабель здійснив ще, як мінімум, один перехід у Гданськ.
Саме цей корабель став першим радянським авіаносцем. Відповідно до договору про розподіл флоту Німеччини, «Граф Цепелін», що знаходився в 92-відсотковій готовності до введення в стрій, був переданий СРСР і офіційно зарахований до складу флоту. Його використання дозволило почати формування власної авіаносної школи. Великий інтерес цей корабель представляв з інженерної точки зору, оскільки німецьке кораблебудування в той період було одним з найбільш передових у світі.
Життя «Графа Цепеліна» закінчилося в 1947 році. Згідно з домовленістю між державами-членами антигітлерівської коаліції про розподіл флотів Німеччини, Японії і Італії, він підлягав знищенню. Авіаносець був використаний як мішень і затонув на глибині 250 метрів недалеко від польського узбережжя.
На початку літа 2006 року польським дослідникам, з великою ймовірністю, вдалося виявити залишки авіаносця на дні Балтійського моря. Спроби дослідження чи підняття корпусу зустріли спротив з боку Росії, яка, як правонаступник СРСР, наполягає, що залишки авіаносця належать їй і лише вона має право вирішувати їхню долю.